# Манойленко, Ксения Викторовна
Ксения Викторовна Манойленко (урожд. Рязанская; 11 января 1929, Великий Новгород — 11 сентября 2018, Санкт-Петербург) — историк науки, ботаник, публицист; доктор биологических наук (1989). Бо́льшую часть жизни жила и работала в Ленинграде (Санкт-Петербурге). Большинство работ написаны в жанре научной биографии.
Результатом многих её научных изысканий стали имена и факты, впервые введённые в научный оборот.

## Биография
Родилась 11 января 1929 года в Великом Новгороде. В начале Великой Отечественной войны была эвакуирована в Поволжье, участвовала в сельскохозяйственных работах в Саратовской области; из эвакуации семья вернулась в Ленинград в апреле 1944 года.
В 1947 году поступила в Ленинградский педагогический институт им. М. Н. Покровского, окончив который в 1951 году, осталась учиться в аспирантуре на кафедре ботаники. Под руководством З. И. Чижевской и под патронажем[прояснить] ВНИИ лубяных культур (ныне — Институт лубяных культур Украинской академии аграрных наук) она подготовила кандидатскую диссертацию «Морфологические, анатомические и некоторые физиологические особенности однодомной и двудомной конопли в процессе онтогенеза». Основу этой работы составили её собственные полевые исследования и эксперименты. Защита диссертации состоялась в январе 1955 года; результаты и выводы, изложенные в ней, в течение длительного времени оставались актуальными для сельского хозяйства.
В мае 1955 года начала работать под руководством Б. Е. Райкова в группе по истории биологии в Ленинградском отделении Института истории естествознания и техники АН СССР (ИИЕТ АН СССР; ныне — Санкт-Петербургский филиал Института истории естествознания и техники им. С. И. Вавилова РАН, СПбФ ИИЕТ РАН). До 1965 года занимала должность младшего научного сотрудника, с 1966 по 1975 годы — старшего научного сотрудника (была избрана по конкурсу). В 1975—1978 годах работала старшим научным сотрудником Лаборатории истории и теории эволюционного учения в Ботаническом институте им. В. Л. Комарова АН СССР. С 1978 года — старший научный сотрудник ИИЕТ АН СССР, с 1992 года — ведущий научный сотрудник СПбФ ИИЕТ РАН.
В 1989 году в московском Институте физиологии растений им. К. А. Тимирязева АН СССР защитила докторскую диссертацию «Развитие эволюционного направления в отечественной физиологии растений (вторая половина ХIХ — первая половина XX века)».
С 1952 года К. В. Манойленко состояла членом Всесоюзного ботанического общества, а с 1991 года — член Санкт-Петербургского общества естествоиспытателей. Член редколлегии журналов «Вопросы истории естествознания и техники» и «Научно-биографическая литература».
Результатом её научно-исторических изысканий стали публикации (в том числе отдельные книги в серии «Научно-биографическая литература») об учёных-биологах —
Н. И. Леваковском (1957),
Д. Н. Нелюбове (1958),
А. Ф. Баталине (1962, 1997),
Н. И. Железнове (1965, 2007),
Н. Г. Холодном (1969),
В. Н. Любименко (1972, 1975, 1993, 1996),
В. А. Ротерте (1978),
В. Р. Заленском (1995),
Н. И. Вавилове (1997, 2012, 2017),
Н. А. Максимове (1999),
И. П. Бородине (2005),
В. И. Вернадском (1989, 1998). Три книги она написала о своих учителях —
И. И. Канаеве (1994, 1998, 2000, 2003),
К. М. Завадском (1997) и
Б. Е. Райкове (2011). Героем её последней книги стал А. С. Фаминцын (2016).
Некоторые её публикации связаны с морфологией и физиологией растений, в первую очередь с историческими аспектами этих разделов ботаники, а также с вопросами развития растений в неблагоприятных условиях окружающей среды. В частности, в 1960 году была опубликована её большая статья «Развитие экспериментальной морфологии растений в трудах русских ботаников 60—80-х годов XIX в.». Кроме того, в 1958 году ею была опубликована статья, посвящённая переписке Карла Линнея с российским путешественником и естествоиспытателем С. П. Крашенинниковым.
Скончалась 11 сентября 2018 года на 90-м году жизни.